# NGC 5372
NGC 5372 ist eine spiralförmige H-II-Galaxie vom Hubble-Typ Sc? im Sternbild Großer Bär und etwa 82 Millionen Lichtjahre von der Milchstraße entfernt.
Sie wurde am 24. April 1789 von Wilhelm Herschel mit einem 18,7-Zoll-Spiegelteleskop entdeckt, der sie dabei mit „vF, vS“ beschrieb.